# Hélio Varela
Hélio Sandro Oliveira Alves Varela (Almada, 3 maggio 2002) è un calciatore portoghese naturalizzato capoverdiano, attaccante del Gent.

## Biografia
Nato in Portogallo, ha origini capoverdiane.

## Carriera

### Club
Varela è un prodotto dei settori giovanili di Monte Caparica, Charneca Caparica, Vitória Setúbal e Cova da Piedade. Ha iniziato la sua carriera fra i professionisti nel 2020 con l'Amora, prima di unirsi al Sintrense, con cui ha disputato la stagione 2021-2022 in Terceira Liga. Nell'estate del 2022 si è trasferito al Portimonense; ha debuttato in prima squadra il 30 luglio 2023, nell'incontro perso ai rigori contro il Leixões in Taça da Liga. Ha segnato la sua prima rete con il club bianconero il 26 agosto 2023, nell'incontro di Primeira Liga pareggiato 1-1 contro l'Arouca.

### Nazionale
Nel 2023 viene convocato per la Coppa d'Africa.

## Statistiche

### Presenze e reti nei club
Statistiche aggiornate al 3 settembre 2023.
| Stagione        | Squadra         | Campionato      | Campionato | Campionato | Coppe nazionali | Coppe nazionali | Coppe nazionali | Coppe continentali | Coppe continentali | Coppe continentali | Altre coppe | Altre coppe | Altre coppe | Totale | Totale | Totale |
| Stagione        | Squadra         | Comp            | Pres       | Reti       | Comp            | Pres            | Reti            | Comp               | Pres               | Reti               | Comp        | Pres        | Reti        | Pres   | Reti   |        |
| --------------- | --------------- | --------------- | ---------- | ---------- | --------------- | --------------- | --------------- | ------------------ | ------------------ | ------------------ | ----------- | ----------- | ----------- | ------ | ------ | ------ |
| 2020-2021       | Amora           | TD              | 6          | 0          | CP              | 1               | 0               |                    | -                  | -                  |             | -           | -           | 7      | 0      |        |
| 2021-2022       | Sintrense       | TD              | 23         | 4          | CP              | 1               | 0               |                    | -                  | -                  |             | -           | -           | 24     | 4      |        |
| 2023-2024       | Portimonense    | PL              | 4          | 1          | CP+Cdl          | 0+1             | 0               |                    | -                  | -                  |             | -           | -           | 5      | 1      |        |
| Totale carriera | Totale carriera | Totale carriera | 33         | 5          |                 | 3               | 0               |                    | -                  | -                  |             | -           | -           | 36     | 5      |        |

### Cronologia presenze e reti in nazionale
| Cronologia completa delle presenze e delle reti in nazionale ― Capo Verde | Cronologia completa delle presenze e delle reti in nazionale ― Capo Verde | Cronologia completa delle presenze e delle reti in nazionale ― Capo Verde | Cronologia completa delle presenze e delle reti in nazionale ― Capo Verde | Cronologia completa delle presenze e delle reti in nazionale ― Capo Verde | Cronologia completa delle presenze e delle reti in nazionale ― Capo Verde | Cronologia completa delle presenze e delle reti in nazionale ― Capo Verde | Cronologia completa delle presenze e delle reti in nazionale ― Capo Verde |
| Data                                                                      | Città                                                                     | In casa                                                                   | Risultato                                                                 | Ospiti                                                                    | Competizione                                                              | Reti                                                                      | Note                                                                      |
| ------------------------------------------------------------------------- | ------------------------------------------------------------------------- | ------------------------------------------------------------------------- | ------------------------------------------------------------------------- | ------------------------------------------------------------------------- | ------------------------------------------------------------------------- | ------------------------------------------------------------------------- | ------------------------------------------------------------------------- |
| 12-10-2023                                                                | Costantina                                                                | Algeria                                                                   | 5 – 1                                                                     | Capo Verde                                                                | Amichevole                                                                | -                                                                         | 66’                                                                       |
| 17-10-2023                                                                | Fos-sur-Mer                                                               | Capo Verde                                                                | 1 – 2                                                                     | Comore                                                                    | Amichevole                                                                | -                                                                         |                                                                           |
| 16-11-2023                                                                | Praia                                                                     | Capo Verde                                                                | 0 – 0                                                                     | Angola                                                                    | Qual. Mondiali 2026                                                       | -                                                                         | 61’                                                                       |
| 21-11-2023                                                                | Mbombela                                                                  | eSwatini                                                                  | 0 – 2                                                                     | Capo Verde                                                                | Qual. Mondiali 2026                                                       | -                                                                         | 61’                                                                       |
| 21-3-2024                                                                 | Gedda                                                                     | Capo Verde                                                                | 1 – 0                                                                     | Guyana                                                                    | Amichevole                                                                | -                                                                         | 68’                                                                       |
| 25-3-2024                                                                 | Gedda                                                                     | Capo Verde                                                                | 1 – 0                                                                     | Guinea Equatoriale                                                        | Amichevole                                                                | -                                                                         | 78’                                                                       |
| 8-6-2024                                                                  | Yaoundé                                                                   | Camerun                                                                   | 4 – 1                                                                     | Capo Verde                                                                | Qual. Mondiali 2026                                                       | -                                                                         | 62’                                                                       |
| 11-6-2024                                                                 | Praia                                                                     | Capo Verde                                                                | 1 – 0                                                                     | Libia                                                                     | Qual. Mondiali 2026                                                       | -                                                                         | 65’ 89’                                                                   |
| 6-9-2024                                                                  | Il Cairo                                                                  | Egitto                                                                    | 3 – 0                                                                     | Capo Verde                                                                | Qual. Coppa d'Africa 2025                                                 | -                                                                         | 64’                                                                       |
| 10-9-2024                                                                 | Praia                                                                     | Capo Verde                                                                | 2 – 0                                                                     | Mauritania                                                                | Qual. Coppa d'Africa 2025                                                 | -                                                                         | 90+3’                                                                     |
| 10-10-2024                                                                | Praia                                                                     | Capo Verde                                                                | 0 – 1                                                                     | Botswana                                                                  | Qual. Coppa d'Africa 2025                                                 | -                                                                         |                                                                           |
| 15-10-2024                                                                | Francistown                                                               | Botswana                                                                  | 1 – 0                                                                     | Capo Verde                                                                | Qual. Coppa d'Africa 2025                                                 | -                                                                         | 61’                                                                       |
| 15-11-2024                                                                | Praia                                                                     | Capo Verde                                                                | 1 – 1                                                                     | Egitto                                                                    | Qual. Coppa d'Africa 2025                                                 | -                                                                         | 72’                                                                       |
| 19-11-2024                                                                | Nouakchott                                                                | Mauritania                                                                | 1 – 0                                                                     | Capo Verde                                                                | Qual. Coppa d'Africa 2025                                                 | -                                                                         |                                                                           |
| 20-3-2025                                                                 | Praia                                                                     | Capo Verde                                                                | 1 – 0                                                                     | Mauritius                                                                 | Qual. Mondiali 2026                                                       | -                                                                         | 83’                                                                       |
| 25-3-2025                                                                 | Luanda                                                                    | Angola                                                                    | 1 – 2                                                                     | Capo Verde                                                                | Qual. Mondiali 2026                                                       | -                                                                         | 61’                                                                       |
| Totale                                                                    |                                                                           | Presenze                                                                  | 16                                                                        |                                                                           | Reti                                                                      | 0                                                                         |                                                                           |